# Mena (minería)

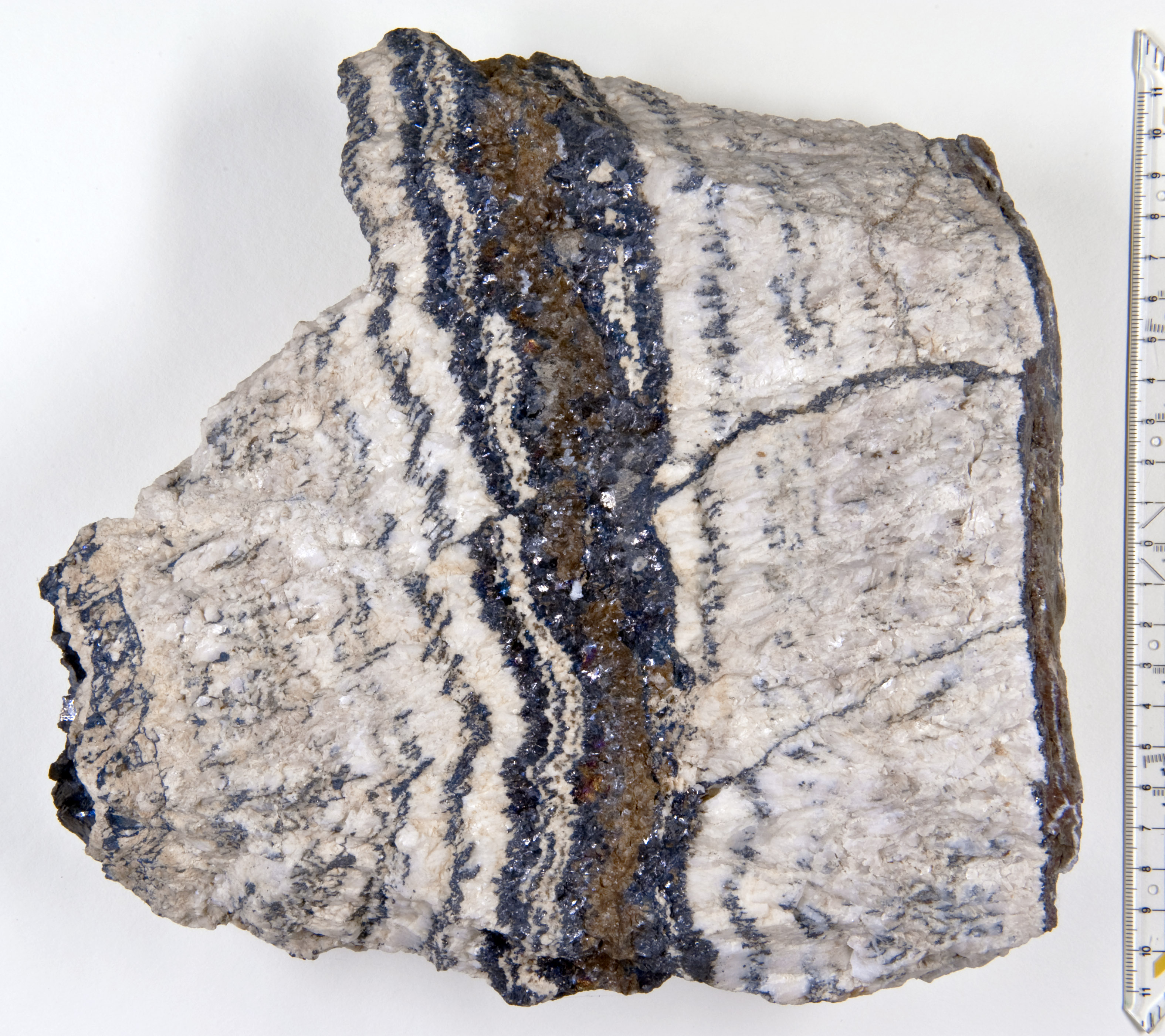
Mena de una veta de la antigua mina de Bad Grund, Harz, Alemania constituida por galena (gris muy oscuro - negro) y esfalerita (marrón oscuro) como minerales de mena principales y por calcita y otros carbonatos como ganga (colores claros)

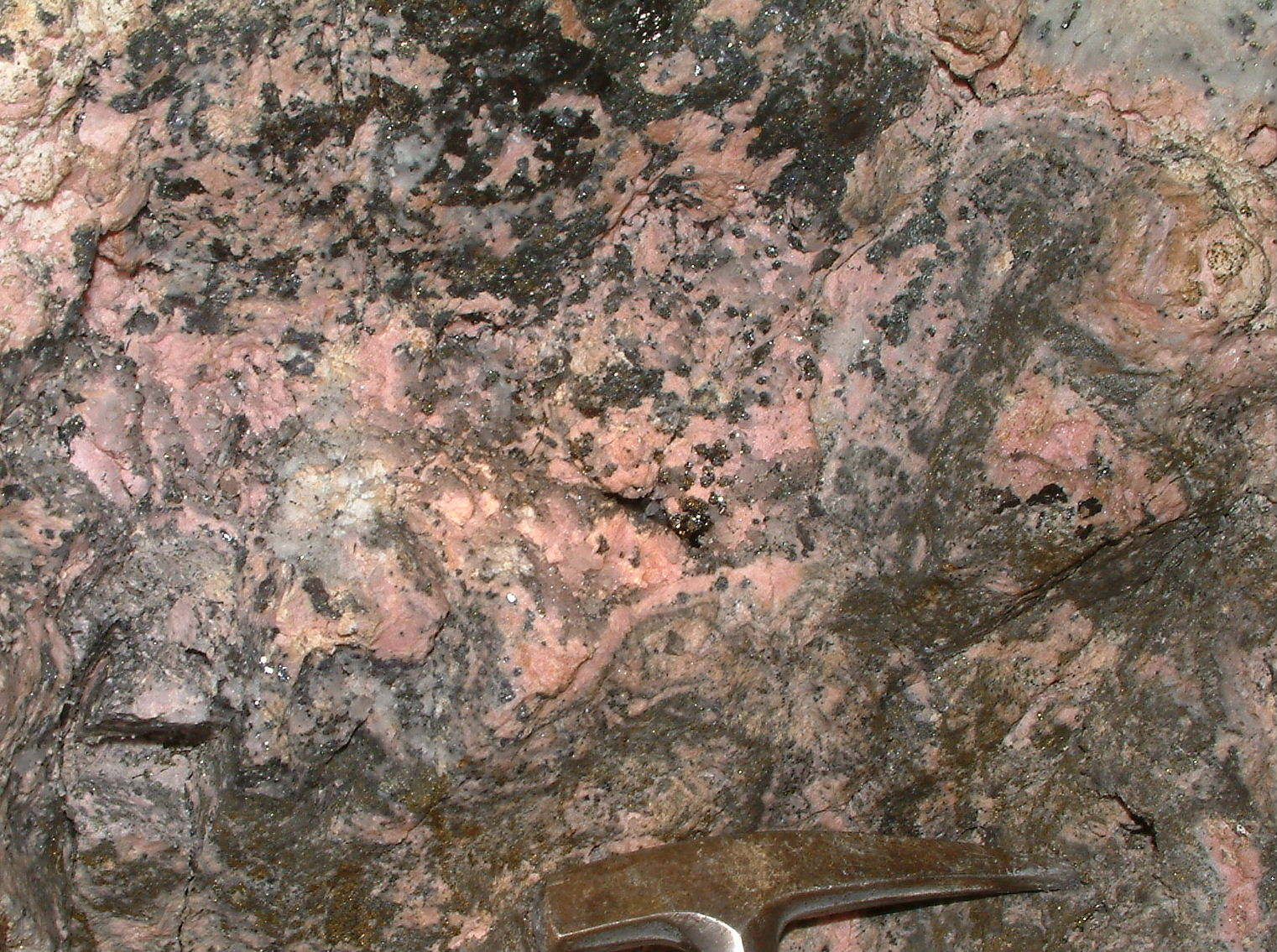
Mena típica de una veta del yacimiento polimetálico de Huarón (Perú). Los minerales de mena son esfalerita (gris oscuro), tetraedrita (gris oscuro) y proustita (puntos rojos). El mineral de ganga principal es rodocrosita (naranja)

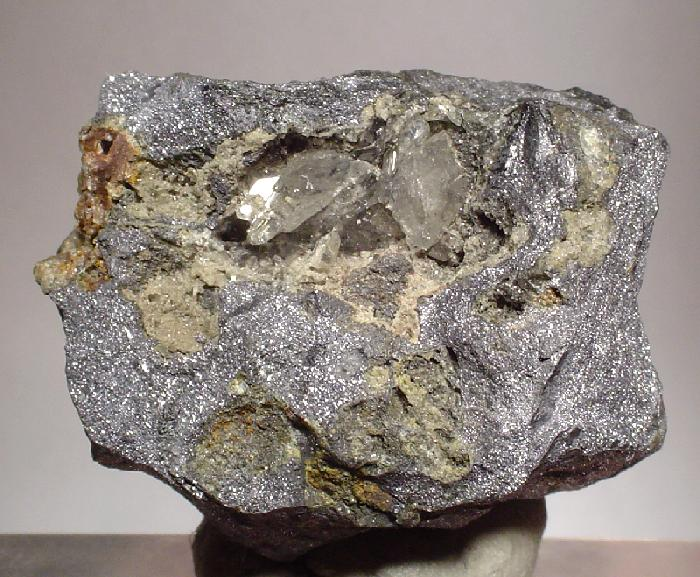
Mena de plomo constituida por galena y anglesita (tamaño: 4.8 × 4.0 × 3.0 cm)

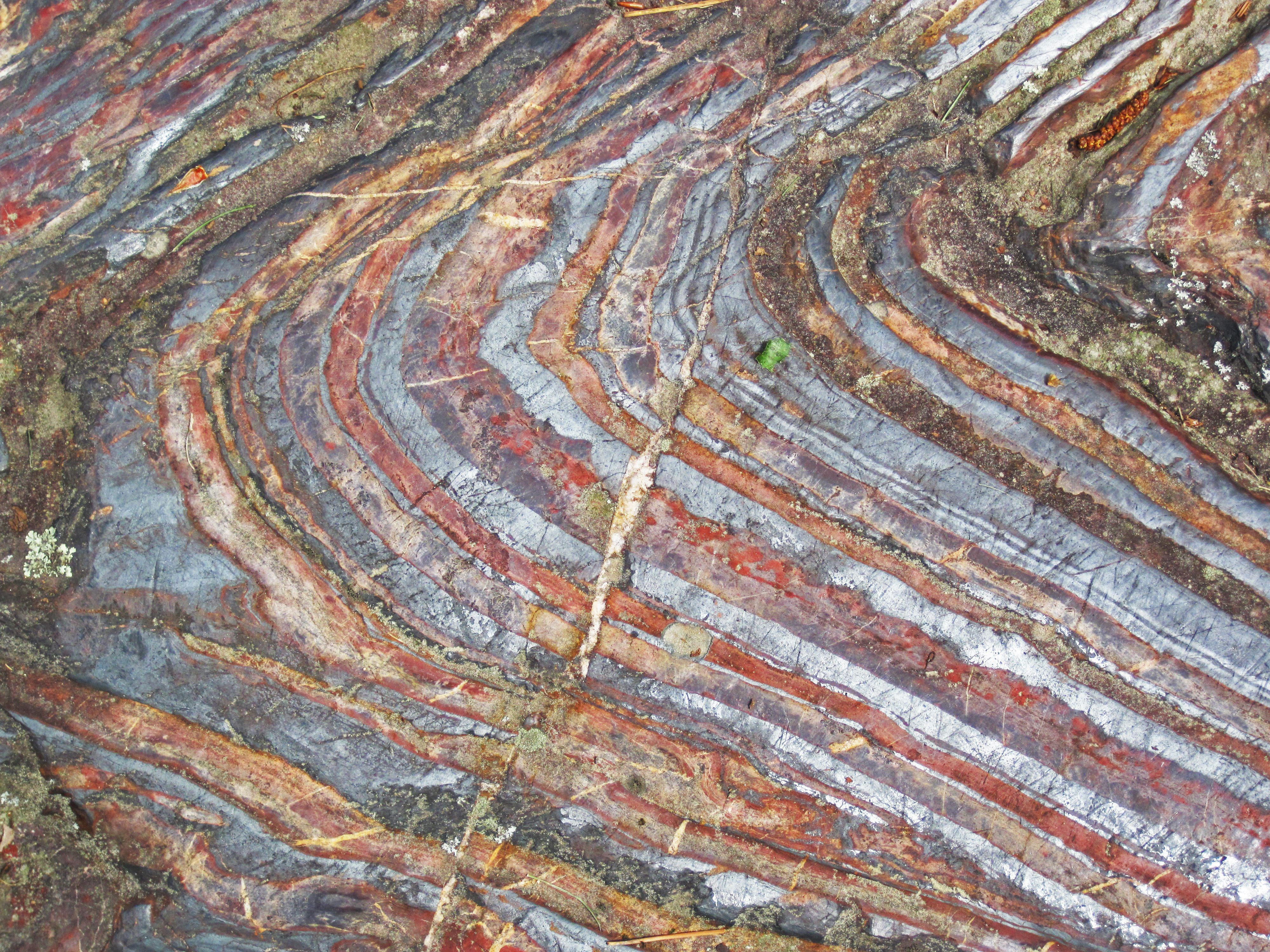
Formación de hierro bandeado (BIF) en Minnesota. Las bandas de color gris plateado están constituidas principalmente por magnetita, las de color rojo por cuarzo micro-cristalino con cantidades menores de hematita y las de color claro por cuarzo micro-cristalino. En Minnesota rocas como esta son explotadas como menas de hierro, donde la magnetita es el mineral de mena principal y el cuarzo mineral de ganga. En este caso la mayoría de la hematita no se podrá recuperar por estar intercrecida con el cuarzo. En otros casos la hematita es un valioso mineral de mena

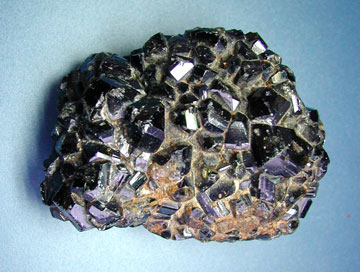
Casiterita, principal mineral de mena de estaño

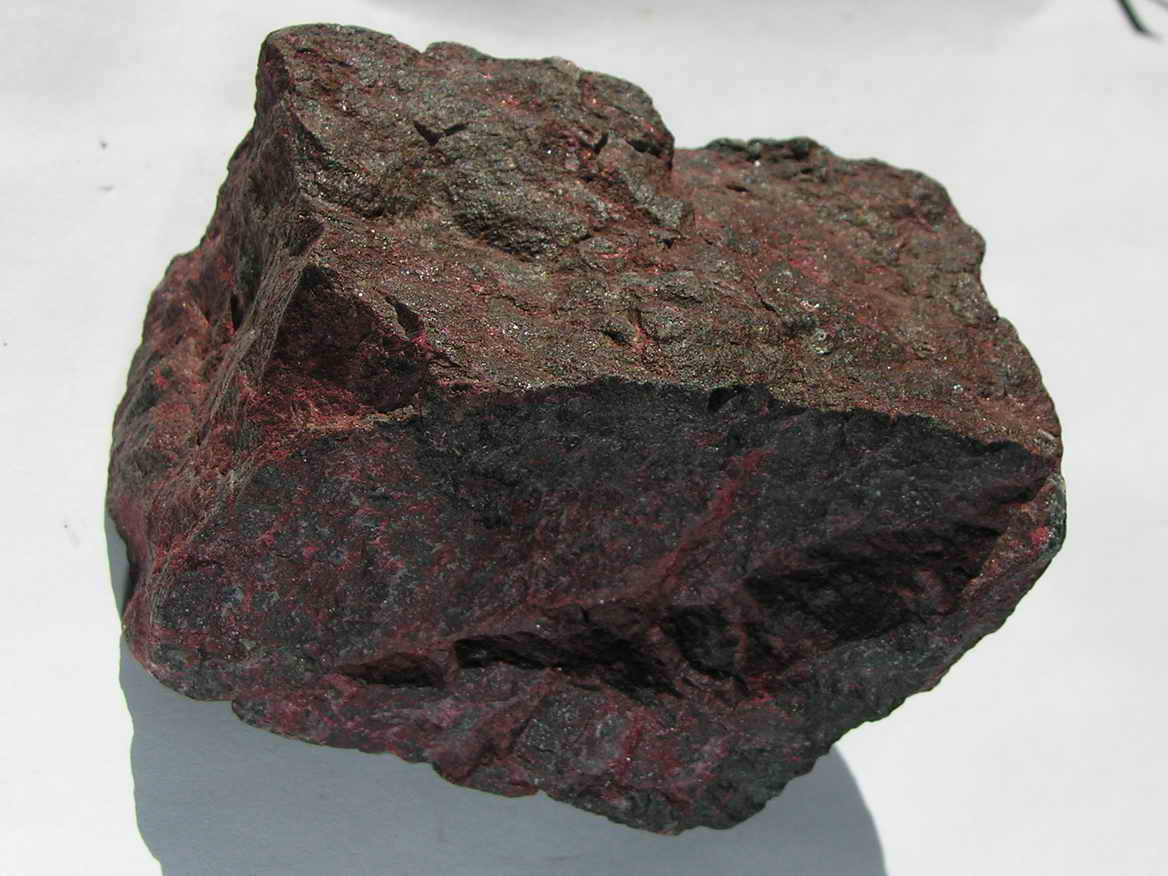
Cinabrio, mineral de mena del mercurio

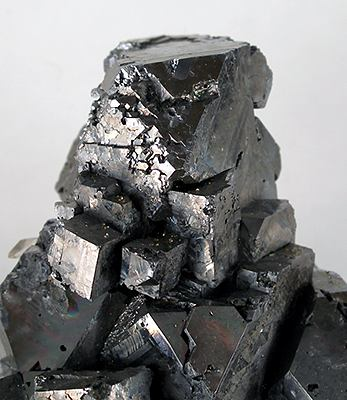
Galena, principal mineral de mena del plomo

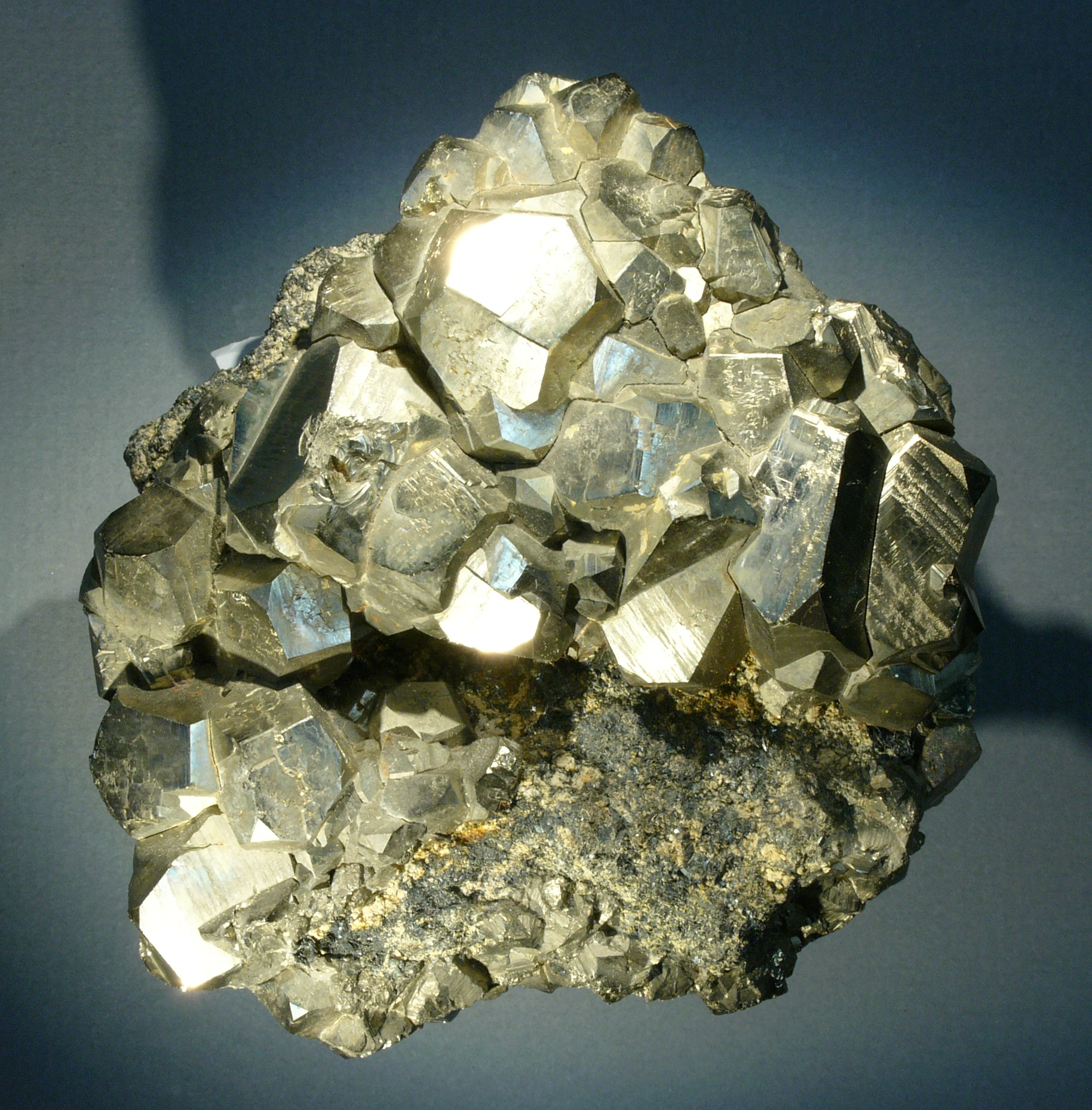
Pirita es una mineral de ganga en la mayoría de los yacimientos minerales; en algunos casos se extrae azufre de la pirita y por lo tanto se puede considerar también como mineral de mena de azufre

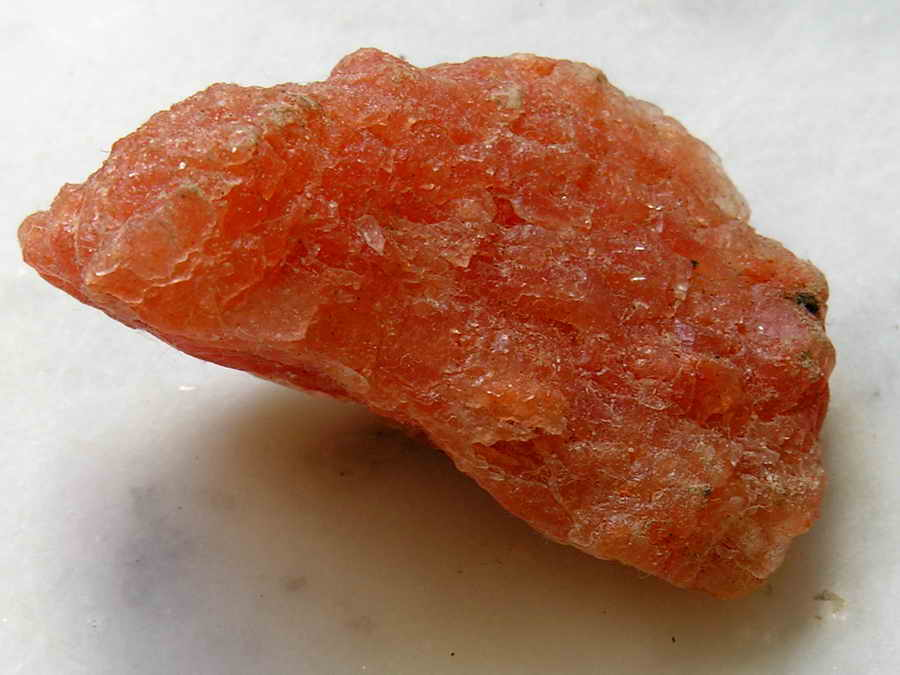
Silvina, principal mena de potasio

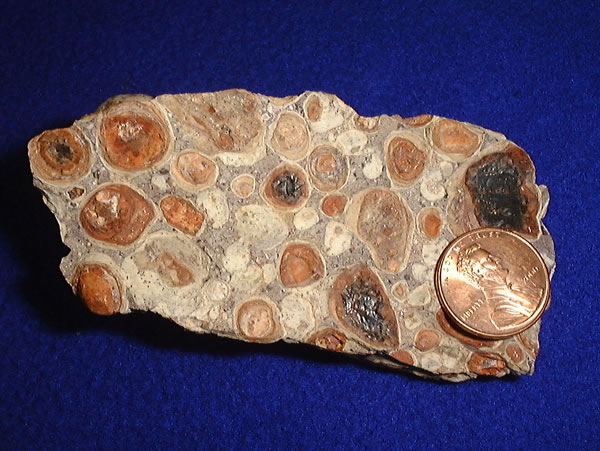
Bauxita (pulida), mena de aluminio. La bauxita está principalmente constituida por boehmita, gibbsita y diasporo

Mena es el material natural del que se pueden extraer minerales o metales con beneficio económico, y en mineralurgia, un mineral o una roca del cual se puede extraer un elemento químico, generalmente un metal, porque lo contiene en cantidad suficiente para poder aprovecharlo con beneficio económico.

## Mena, minerales de mena, minerales de ganga
La mena está constituida por minerales cuya extracción produce un beneficio económico y por minerales que carecen de valor económico o cuyo aprovechamiento sería demasiado costoso. A los primeros se les denomina minerales de mena y a los segundos minerales de ganga. Así, por ejemplo, una mena de un yacimiento de Zn-Pb-Cu puede estar constituida principalmente por los minerales de mena esfalerita (ZnS), galena (PbS) y calcopirita (CuFeS2) y los minerales de ganga cuarzo (SiO2) y calcita (CaCO3). 
Los minerales de mena, es decir los que tienen interés económico, se separan de los  minerales de ganga mediante procesos de mineralurgia por medio de los cuales se obtienen concentrados de minerales de mena. Así. por ejemplo, en un yacimiento polimetálico de Zn-Pb-(Cu-Ag), se obtendrá en general un concentrado de zinc y otro de plomo. El concentrado de zinc está típicamente constituido por esfalerita y cantidades menores de galena, calcopirita, minerales de ganga y otros minerales. El de plomo está constituido típicamente por galena y cantidades menores de tetraedrita - tennantita, esfalerita, calcopirita, minerales de ganga y otros minerales. Los concentrados son luego enviados por lo general a fundiciones u otras instalaciones industriales de donde se extraen los metales. Por ejemplo, del concentrado de zinc se extraerá zinc, pero también pueden extraerse cantidades menores de otros metales (Pb, Cu, Bi, Ge, Cd, In, ...). Del concentrado de plomo también se podrá a menudo extraer plata (contenida principalmente en tetraedrita - tennantita) entre otros metales.
Por lo tanto la "mena" es el material natural, la roca o sedimento, que puede estar formado por uno o varios minerales con composiciones a veces complejas. Una mena de cobre es una roca o sedimento que contiene uno o varios minerales ricos en cobre (por ejemplo calcopirita, calcosita, bornita), junto a otros minerales de composición diversa. La mena de las formaciones de hierro bandeado (BIF), la fuente principal de hierro en el mundo, está constituida principalmente por los minerales de mena magnetita y hematita y el mineral de ganga cuarzo.

## Ganga
Asociado al concepto de mena, está el de ganga. Se llama así al conjunto de  minerales de ganga, es decir los sin interés económico, que también constituyen la mena. Como se indica arriba, los  minerales de ganga se separan de los minerales de mena mediante el proceso de concentración metalúrgica. Puesto que la mena, salvo rara excepción, contiene minerales de ganga, la ley del metal en la mena es más baja que el contenido del metal en los minerales de mena. Así por ejemplo, la ley de la mena del gran yacimiento de cobre de Chuquicamata es de menos de 1% de Cu (y cantidades mucho menores de Mo y Au)  bajo la forma principalmente de los minerales de mena calcopirita y bornita. El más de 99% restante está constituido por la ganga, siendo cuarzo, pirita,  feldespatos y micas los minerales principales de ganga.
El concepto de ganga no se debe confundir con el de roca estéril ("waste" en inglés) que es la roca no o pobremente  mineralizada  que debe ser extraída para poder explotar la mena. Por ejemplo en una mina a cielo abierto frecuentemente hasta centenas de metros de desmonte pueden tener que ser extraídos hasta llegar a la mena que se quiere explotar.

## Ejemplos de minerales de mena
Los minerales de mena son principalmente, sulfuros, óxidos, sulfatos, carbonatos, silicatos así como los minerales elementos oro nativo y cobre nativo (el último, raramente explotado).
Se debe tener en cuenta que la lista siguiente es sólo ilustrativa de algunos minerales formados por elementos de interés económico. Así, por ejemplo, la fuente principal de germanio no es el raro mineral germanita sino esfalerita, mineral que frecuentemente contiene trazas de germanio.
| Mineral de mena     | Fórmula                                    | Elemento  | Símbolo |
| ------------------- | ------------------------------------------ | --------- | ------- |
| Argentita           | Ag2S                                       | Plata     | Ag      |
| Baritina            | BaSO4                                      | Bario     | Ba      |
| Gibbsita            | AlO(OH)                                    | Aluminio  | Al      |
| Berilo              | Be3Al2(SiO3)6                              | Berilio   | Be      |
| Bornita             | Cu5FeS4                                    | Cobre     | Cu      |
| Casiterita          | SnO2                                       | Estaño    | Sn      |
| Calcopirita         | CuFeS2                                     | Cobre     | Cu      |
| Siderita            | FeCO3                                      | Hierro    | Fe      |
| Cromita             | (Fe,Mg)Cr2O4                               | Cromo     | Cr      |
| Cinabrio            | HgS                                        | Mercurio  | Hg      |
| Cobaltita           | CoAsS                                      | Cobalto   | Co      |
| Coltan              | ~(Fe,Mn)(Nb,Ta)2O6 (mezcla de minerales)   | Tantalio  | Ta      |
| Cuprita             | Cu2O                                       | Cobre     | Cu      |
| Galena              | PbS                                        | Plomo     | Pb      |
| Hematita            | Fe2O3                                      | Hierro    | Fe      |
| Ilmenita            | FeTiO3                                     | Titanio   | Ti      |
| Limonita            | ~FeO(OH)·nH2O (mezcla de varios minerales) | Hierro    | Fe      |
| Magnetita           | Fe3O4                                      | Hierro    | Fe      |
| Molibdenita         | MoS2                                       | Molibdeno | Mo      |
| Pentlandita         | (Fe,Ni)9S8                                 | Níquel    | Ni      |
| Pirolusita          | MnO2                                       | Manganeso | Mn      |
| Scheelita           | CaWO4                                      | Wolframio | W       |
| Esfalerita o blenda | ZnS                                        | Zinc      | Zn      |
| Uraninita           | UO2                                        | Uranio    | U       |
| Wolframita          | (Fe,Mn)WO4                                 | Wolframio | W       |
| Bórax               | Na2B4O7·10H2O                              | Boro      | B       |
| Fluorita            | CaF2                                       | Flúor     | F       |
| Halita              | NaCl                                       | Sodio     | Na      |
| Dolomita            | CaMg(CO3)2                                 | Magnesio  | Mg      |
| Magnesita           | MgCO3                                      | Magnesio  | Mg      |
| Apatita             | Ca5(PO4)3                                  | Fósforo   | P       |
| Pirita              | FeS2                                       | Azufre    | S       |
| Silvina             | KCl                                        | Potasio   | K       |
| Carnalita           | KMgCl3                                     | Potasio   | K       |
| Rutilo              | TiO2                                       | Titanio   | Ti      |
| Patronita           | VS4                                        | Vanadio   | V       |
| Germanita           | Cu13Ge2Fe2S16                              | Germanio  | Ge      |
| Arsenopirita        | FeAsS                                      | Arsénico  | As      |
| Celestina           | SrSO4                                      | Estroncio | Sr      |
| Estroncianita       | SrCO3                                      | Estroncio | Sr      |
| Gadolinita          | (Ce,La,Nd,Y)2FeBe2Si2O10                   | Itrio     | Y       |
| Zircón              | ZrSiO4                                     | Zirconio  | Zr      |
| Columbita (coltán)  | (Fe,Mn)Nb2O6                               | Niobio    | Nb      |
| Estibina            | Sb2S3                                      | Antimonio | Sb      |
| Cerita              | Ce9Fe(SiO4)6(SiO3)(OH)3                    | Cerio     | Ce      |
| Torita              | (Th,U)SiO4                                 | Torio     | Th      |

## Peligros
Algunos minerales contienen metales pesados, toxinas, isótopos radiactivos y otros compuestos potencialmente negativos que pueden representar un riesgo para el medio ambiente o la salud. Los efectos exactos que tienen un mineral y sus relaves dependen de los minerales presentes. Los relaves de particular preocupación son los de las minas más antiguas, ya que en el pasado los métodos de contención y remediación eran casi inexistentes, lo que generaba altos niveles de lixiviación en el entorno circundante. El mercurio y el arsénico son dos elementos relacionados con la mena de especial preocupación. Los elementos adicionales que se encuentran en el mineral que pueden tener efectos adversos para la salud en los organismos incluyen hierro, plomo, uranio, zinc, silicio, titanio, azufre, nitrógeno, platino y cromo. La exposición a estos elementos puede provocar problemas respiratorios y cardiovasculares y problemas neurológicos. Estos son de particular peligro para la vida acuática si se disuelven en agua. Los minerales como los de los minerales de sulfuro pueden aumentar severamente la acidez de su entorno inmediato y del agua, con numerosos impactos duraderos en los ecosistemas. Cuando el agua se contamina, puede transportar estos compuestos lejos del sitio de relaves, aumentando en gran medida el rango afectado.
Los minerales de uranio y los que contienen otros elementos radiactivos pueden representar una amenaza importante si se produce una salida y la concentración de isótopos aumenta por encima de los niveles de fondo. La radiación puede tener impactos ambientales severos y duraderos y causar daños irreversibles a los organismos vivos.

## Historia
La metalurgia comenzó con el trabajo directo de metales nativos como el oro, el plomo y el cobre. Los depósitos de placer, por ejemplo, habrían sido la primera fuente de oro nativo. Los primeros minerales explotados fueron óxidos de cobre como la malaquita y la azurita, hace más de 7000 años en Çatalhöyük. Estos eran los más fáciles de trabajar, con una minería relativamente limitada y requisitos básicos para la fundición. Se cree que una vez fueron mucho más abundantes en la superficie que en la actualidad. Después de esto, los sulfuros de cobre se habrían convertido a medida que se agotaban los recursos de óxido y avanzaba la Edad del Bronce. La producción de plomo de la fundición de galena también puede haber estado ocurriendo en este momento.
La fundición de sulfuros de cobre y arsénico habría producido las primeras aleaciones de bronce. Sin embargo, la mayor parte de la creación de bronce requería estaño, y así comenzó la explotación de la casiterita, la principal fuente de estaño. Hace unos 3000 años, comenzó la fundición de minerales de hierro en Mesopotamia. El óxido de hierro es bastante abundante en la superficie y se forma a partir de una variedad de procesos.
Hasta el siglo XVIII, el oro, el cobre, el plomo, el hierro, la plata, el estaño, el arsénico y el mercurio fueron los únicos metales extraídos y utilizados. En las últimas décadas, los elementos de tierras raras se han explotado cada vez más para diversas aplicaciones de alta tecnología. Esto ha llevado a una búsqueda cada vez mayor de minerales de tierras raras y nuevas formas de extraer dichos elementos.